# Десант на Орінгу
«Десант на Орінгу» — радянський художній фільм 1979 року, знятий режисером Михайлом Єршовим на кіностудії «Ленфільм».

## Сюжет
Снігова лавина відрізала селище будівельників Байкало-Амурської магістралі від основної траси. У цих умовах бригада Олександра Іванова взялася за прокладку зимника — найкоротшої дороги через тайгу. Разом із бригадою вирушила і молода жінка — ревізор Григор'єва. На них чекає складна і незвичайна робота.

## У ролях
- Тетяна Ташкова — Галина Сергіївна Григор'єва
- Тимофій Співак — Олександр Іванов
- Тамаз Толорая — Гіві
- Валерій Ольшанський — Валерій Каштанов
- Олег Бєлов — Голуб
- Герман Колушкін — Микола Маліна
- Юрій Прокоф'єв — Зайцев
- Ігор Горбачов — Ходочинський
- Юрій Дедович — Василь Олексійович
- Т. Силінг — епізод
- А. Осипов — епізод
- Б. Дамдінджав — епізод
- Г. Ілюхін — епізод
- Ю. Хідько — епізод
- Альберт Пєчников — епізод
- Михайло Кирилюк — епізод
- Юрій Родіонов — Єпіфанцев

## Знімальна група
- Режисер — Михайло Єршов
- Сценаристи — Самсон Поляков, Герман Балуєв
- Оператор — Микола Покопцев
- Композитор — Вадим Біберган
- Художник — Михайло Іванов